# Tempe Town Lake
Der Tempe Town Lake ist ein künstlicher See in Tempe im Maricopa County im US-Bundesstaat Arizona. Er hat eine Fläche von 0,9 km². Die durchschnittliche Tiefe liegt bei 3 Metern und die maximale Tiefe liegt bei 5 Metern. Er liegt in einer Höhe von 350 m. ü. M. Der See wird vom Salt River durchflossen.
Der See wird von einer Reihe von Brücken überspannt, darunter die Mill Avenue Bridges und die Metro Light Rail Bridge.

## Geschichte
Ende Juli 2020 kam es nach einem Zugunglück zum Brand und Teileinsturz einer der Eisenbahnbrücken. Betroffen war die Union Pacific Salt River Bridge, Phoenix Subdivision.